# Babinské louky
Babinské louky jsou přírodní památka v obci Malečov na katastrálním území Babiny I a Čeřeniště v okrese Ústí nad Labem. Lokalita se nachází na území CHKO České středohoří a je zároveň zařazena mezi evropsky významné lokality Natura 2000. Chráněné území je ve správě regionálního pracoviště Ústecko AOPK ČR.

## Předmět ochrany
Předmětem ochrany je bohatá populace zvonovce liliolistého (Adenophora liliifolia) a dalších vzácných druhů podhorských luk. Do ochrany byly zahrnuty i zbytky místních tzv. orchidejových luk, zmíněných ve vyhlašovací dokumentaci z roku 1993.